# Esther Philipse
Esther Jeanette Zwaap-Philipse (Rotterdam, 15 februari 1913 – concentratiekamp Auschwitz-Birkenau, 8 oktober 1944) was een Nederlandse zangeres en actrice.

## Leven
Esther Philipse was de dochter van David Joseph Philipse en Judith Frieser. Zij trouwde met de arts Salomon Zwaap in Hilversum en kreeg met hem twee zonen. Philipse gaf als jonge kunstenares haar eerste optredens in Nederland.
Nadat Nederland in 1940 door de Duitsers was bezet, werd zij in 1943 vanwege haar Joodse afkomst met haar familie in doorgangskamp Westerbork gevangen genomen. Daar werkte ze mee aan de door Max Ehrlich georganiseerde theateravonden. Op 6 september 1944 werd zij naar het getto Theresienstadt getransporteerd. Op 6 oktober 1944 werd ze naar concentratiekamp Auschwitz-Birkenau gedeporteerd en na aankomst werden zij en haar zonen vermoord. Haar man werd op 1 oktober 1944 in Auschwitz vermoord, haar ouders in juli 1943 in vernietigingskamp Sobibor.